# Републикански път II-62
Републикански път II-62 е второкласен път, част от републиканската пътна мрежа на България, преминаващ по територията на Кюстендилска и Софийска област. Дължината му е 80,0 km.
Пътят се отклонява надясно при 25,7 km на Републикански път I-6 североизточно от град Кюстендил и се насочва на юг, а след село Пиперков чифлик на изток-югоизток през Кюстендилската котловина. Минава последователно през селата Багренци и Нови чифлик и достига до село Невестино, където пресича река Струма, преминава на левия ѝ бряг и продължава на изток-североизток през южните разклонения на Конявска планина. Западно от град Дупница пътят слиза в долината на река Джерман (ляв приток на Струма), завива на север и на протежение от 4,3 km покрай десния и бряг се дублира с Републикански път I-1. В северната част на Дупница Републикански път II-62 се отклонява на изток пресича река Джерман, минава през промишлената зона на града и продължава на изток през Горната Дупнишка котловина. След разклона за село Сапарево пътят напуска котловината, изкачва се през Клисурската седловина, разделяща планините Рила и Верила), преминава през село Клисура и се спуска към Самоковската котловина. Тук пътят запазва източното си направление по южната периферия на котловината и достига до центъра на град Самоков, където се свързва с Републикански път II-82 при неговия 37,6 km.
От него наляво и надясно се отклоняват десет третокласни пътя от Републиканската пътна мрежа, в т.ч. пет пътя с трицифрени номера и пет пътя с четирицифрени номера.
Пътища с трицифрени номера:
- при 13,0 km, в село Невестино — наляво Републикански път III-621 (8,7 km) до село Горна Гращица;
- при 13,0 km, в село Невестино — надясно Републикански път III-622 (30,1 km) до ГКПП Невестино (пункта не е изграден);
- при 32,9 km – наляво Републикански път III-623 (69,0 km) до село Габрешевци;
- при 74,2 km – наляво Републикански път III-627 (51,2 km) до град Радомир;
- при 78,7 km – наляво Републикански път III-822 (39,1 km) до град Ихтиман.

Пътища с четирицифрени номера:
- при 2,0 km, западно от село Пиперков чифлик — надясно Републикански път III-6202 (20,7 km) през селата Слокощица и Богослов до хижа „Трите буки“;
- при 7,1 km, южно село Търновлаг — наляво Републикански път III-6203 (8,0 km) през селата Търновлаг, Багренци, Гирчевци и Жабокрът до село Ябълково при 27,3 km на Републикански път I-6;
- при 42,8 km, в град Дупница — надясно Републикански път III-6204 (17,6 km) през селата Самораново, Ресилово, Овчарци, град Сапарева баня и село Сапарево до 56,8 km на Републикански път II-62;
- при 68,7 km, южно село Белчински бани — наляво Републикански път III-6205 (5,2 km) през село Белчински бани до 10,5 km на Републикански път III-627;
- при 79,6 km, в град Самоков — надясно Републикански път III-6206 (25,6 km) през селата Мала църква, Маджаре и Говедарци до туристически комплекс „Мальовица“.

| Пътища, отклоняващи се надясно (населено място, № на пътя, посока на пътя)           | км   | Пътища, отклоняващи се наляво (посока на пътя, № на пътя, населено място)                        |
| ------------------------------------------------------------------------------------ | ---- | ------------------------------------------------------------------------------------------------ |
| Община Кюстендил, Област Кюстендил, I-6, 26,8 km → (за гр. Кюстендил) общински път ← | 0,0  | → 26,8 km, I-6, Област Кюстендил, Община Кюстендил .                                             |
| (до хижа „Трите буки“) III-6202, 0,0 km ←                                            | 2,0  |                                                                                                  |
| с. Пиперков чифлик                                                                   | 2,8  | с. Пиперков чифлик                                                                               |
| (от с. Ваксево) III-6222, 26,1 km, с. Багренци →                                     | 5,0  | с. Багренци                                                                                      |
|                                                                                      | 7,1  | → 0,0 km, III-6203 (до с. Ябълково)                                                              |
| (за с. Берсин) общински път, с. Нови чифлик ←                                        | 8,9  | с. Нови чифлик                                                                                   |
| Община Невестино, (за с. Неделкова Гращица) общински път ←                           | 10,4 | Община Невестино                                                                                 |
| (за с. Еремия) общински път, с. Невестино ←                                          | 12   | с. Невестино                                                                                     |
| (до ГКПП Невестино) III-622, 0,0 km, с. Невестино ← .                                | 13,0 | → с. Невестино, 0,0 km, III-621 (до с. Горна Гращица) → с. Невестино, общински път (за с. Лиляч) |
| (за с. Мърводол) общински път ←                                                      | 17,5 |                                                                                                  |
|                                                                                      | 19,8 | → общински път (за с. Долна Козница)                                                             |
| Община Бобов дол                                                                     | 23,3 | Община Бобов дол                                                                                 |
| (за селата Блато и Локвата) общински път ←                                           | 23,7 |                                                                                                  |
| (за селата Голем Върбовник и Мали Върбовник) общински път ←                          | 28   | → общински път (за с. Паничарево)                                                                |
| Община Дупница                                                                       | 28,8 | Община Дупница                                                                                   |
|                                                                                      | 31,4 | → общински път (за с. Долистово)                                                                 |
| (за с. Палатово) общински път ←                                                      | 31,8 |                                                                                                  |
| (за с. Баланово) общински път ←                                                      | 32,5 |                                                                                                  |
|                                                                                      | 32,9 | → 0,0 km, III-623 (до с. Габрешевци)                                                             |
| (за селата Блажиево и Грамаде) общински път, гр. Дупница ←                           | 36,7 | гр. Дупница                                                                                      |
| (до ГКПП Кулата - Промахон) I-1, 335,7 km, гр. Дупница ←                             | 37,3 | гр. Дупница                                                                                      |
| гр. Дупница                                                                          | 42,0 | ← гр. Дупница, 331,4 km, I-1 (от ГКПП Видин - Калафат)                                           |
| (до 58,1 km на II-62) III-6204, 0,0 km, гр. Дупница ←                                | 42,8 | гр. Дупница                                                                                      |
| гр. Дупница                                                                          | 43,2 | → гр. Дупница, общински път (за с. Яхиново)                                                      |
|                                                                                      | 49   | → общински път (за с. Крайници)                                                                  |
| Община Сапарева баня, (за гр. Сапарева баня) общински път ←                          | 51,7 | Община Сапарева баня                                                                             |
| (от гр. Дупница) III-6204, 17,6 km →                                                 | 56,8 |                                                                                                  |
| Община Самоков, Софийска област                                                      | 58,9 | Софийска област, Община Самоков                                                                  |
| с. Клисура                                                                           | 63,8 | с. Клисура                                                                                       |
|                                                                                      | 67,6 | → общински път (за с. Белчин)                                                                    |
|                                                                                      | 68,7 | → 0,0 km, III-6205 (до 10,5 km на III-627)                                                       |
|                                                                                      | 74,3 | → 0,0 km, III-627 (до гр. Радомир)                                                               |
|                                                                                      | 77,6 | → общински път (за с. Продановци)                                                                |
|                                                                                      | 78,7 | → 0,0 km, III-822 (до гр. Ихтиман)                                                               |
| (до тур. к-с „Мальовица“) III-6206, 0,0 km, гр. Самоков ←                            | 79,6 | гр. Самоков                                                                                      |
| (от гр. Костенец) II-82, 37,6 km, гр. Самоков →                                      | 80,0 | → гр. Самоков, 37,6 km, II-82 (до гр. София)                                                     |

Забележка
1. ↑  На протежение от 4,3 km от км 39,3 до км 43,7 Републикански път II-62 се дублира с Републикански път I-1 от км 335,7 до км 331,4